# Anomala cantori
Anomala cantori är en skalbaggsart som beskrevs av Hope 1839. Anomala cantori ingår i släktet Anomala och familjen Rutelidae. Inga underarter finns listade i Catalogue of Life.